# Let’s Dance/Staffel 1
Die erste Staffel der Live-Tanzshow Let’s Dance begann am 3. April 2006 um 21:15 Uhr, das Finale wurde am 21. Mai ab 20:15 Uhr ausgestrahlt. Heide Simonis verließ den Wettbewerb aus gesundheitlichen Gründen nach der fünften Sendung. Wayne Carpendale siegte mit Isabel Edvardsson.

## Kandidaten
| Platz | Kandidat         | Profitänzer         |
| ----- | ---------------- | ------------------- |
| 1     | Wayne Carpendale | Isabel Edvardsson   |
| 2     | Wolke Hegenbarth | Oliver Seefeldt     |
| 3     | Sandy Mölling    | Roberto Albanese    |
| 4     | Heide Simonis    | Hendrik Höfken      |
| 5     | Jürgen Hingsen   | Uta Deharde         |
| 6     | Jochen Horst     | Sofia Bogdanova     |
| 7     | Heike Henkel     | Dirk Bastert        |
| 8     | Axel Bulthaupt   | Anna Karina Mosmann |

## Einschaltquoten
Die Premierenfolge wurde am 3. April 2006 um 21:15 Uhr ausgestrahlt. Nur die erste Folge wurde an einem Montag gesendet, Folge 2 bis 7 wurde samstags zur gleichen Uhrzeit gesendet, die Finalfolge wurde am 21. Mai 2006, einem Sonntag, ausgestrahlt.
Eine unvollständige Auflistung gemessener Einschaltquoten und Marktanteile veranschaulicht folgende Tabelle:
| Datum                     | Zuschauer | Zuschauer       | Marktanteil | Marktanteil     | Quellen |
| Datum                     | Gesamt    | 14 bis 49 Jahre | Marktanteil | Marktanteil     | Quellen |
| Datum                     | Gesamt    | 14 bis 49 Jahre | Gesamt      | 14 bis 49 Jahre | Quellen |
| ------------------------- | --------- | --------------- | ----------- | --------------- | ------- |
| 3. April 2006             | 7,12 Mio. | –               | –           | 23,0 %          | [ 2 ]   |
| 8. April 2006             | 5,42 Mio. | 2,34 Mio.       | 18,7 %      | 20,1 %          | [ 3 ]   |
| 22. April 2006            | 5,73 Mio. | 2,53 Mio.       | 19,6 %      | 22,5 %          | [ 4 ]   |
| 13. Mai 2006 (Halbfinale) | 4,84 Mio. | 2,17 Mio.       | 17,7 %      | 20,5 %          | [ 5 ]   |
| 21. Mai 2006 (Finale)     | 7,07 Mio. | 3,35 Mio.       | 21,8 %      | 23,6 %          | [ 6 ]   |

## Tänze
| Show                       | Datum          | Tänze in der Show |
| -------------------------- | -------------- | --- |
| 1. Show                    | 03. April 2006 | Cha-Cha-Cha oder Langsamer Walzer                                                                                                  |
| 2. Show                    | 10. April 2006 | Rumba oder Quickstepp |
| 3. Show                    | 17. April 2006 | Jive oder Tango |
| 4. Show                    | 24. April 2006 | Slowfox oder Paso Doble |
| 5. Show                    | 01. Mai 2006   | Samba und ein gemeinsamer Wiener Walzer (ohne Wertung)                                                                             |
| 6. Show                    | 08. Mai 2006   | Zwei der noch nicht gezeigten Tänze (Quickstepp und Cha-Cha-Cha, Langsamer Walzer und Rumba)                                       |
| 7. Show – Halbfinale       | 15. Mai 2006   | Zwei der noch nicht gezeigten Tänze (Tango und Paso Doble, Slowfox und Jive)                                                       |
| 8. Show – Das große Finale | 21. Mai 2006   | Lieblingstänze (jeweils ein Standard- und Lateintanz) sowie ein gemeinsamer Wiener Walzer und ein Freestyle (jeweils ohne Wertung) |

## Ergebnisse
| Paar                                 | Platz | Letzter Tanz                               | 1  | 2  | 3  | 4  | 5  | 6        | 7        | 8        | ø je Tanz |
| ------------------------------------ | ----- | ------------------------------------------ | -- | -- | -- | -- | -- | -------- | -------- | -------- | --------- |
| Wayne Carpendale & Isabel Edvardsson | 1     | Quickstepp, Jive, Wiener Walzer, Freestyle | 24 | 29 | 31 | 30 | 32 | 64 30+34 | 60 30+30 | 72 36+36 | 31,09     |
| Wolke Hegenbarth & Oliver Seefeldt   | 2     | Slowfox, Samba, Wiener Walzer, Freestyle   | 27 | 29 | 29 | 34 | 33 | 65 33+32 | 67 32+35 | 76 37+39 | 32,73     |
| Sandy Mölling & Roberto Albanese     | 3     | Slowfox, Jive                              | 27 | 28 | 21 | 38 | 34 | 61 27+34 | 67 31+36 |          | 30,67     |
| Heide Simonis & Hendrik Höfken       | 4     | Samba, Wiener Walzer                       | 15 | 17 | 15 | 14 | 14 | – 1      | –        |          | 15,00     |
| Jürgen Hingsen & Uta Deharde         | 5     | Samba, Wiener Walzer                       | 23 | 16 | 23 | 23 | 25 |          |          |          | 22,00     |
| Jochen Horst & Sofia Bogdanova       | 6     | Slowfox                                    | 23 | 24 | 20 | 21 |    |          |          |          | 22,00     |
| Heike Henkel & Dirk Bastert          | 7     | Tango                                      | 28 | 24 | 21 |    |    |          |          |          | 24,33     |
| Axel Bulthaupt & Anna Karina Mosmann | 8     | Rumba                                      | 20 | 21 |    |    |    |          |          |          | 20,50     |

Angegeben ist jeweils die Wertung der Jury
Grüne Zahlen: höchste erreichte Jury-Punktzahl der Show
Rote Zahlen: niedrigste erreichte Jury-Punktzahl der Show
Nach Jury- und Zuschauervoting Letztplatzierte
Weitergekommen ohne Präsentation eines Tanzes
Freiwillige Aufgabe
* Punkte in Normalgröße: Wertungen in Standardtänzen oder vergleichbaren Tänzen
* Punkte in Kleinschrift in unterer Zeile: Zusammensetzung der Gesamtwertung bei zwei oder mehr Standardtänzen
1 Heide Simonis nahm aus gesundheitlichen Gründen nicht an der sechsten Show teil und schied danach freiwillig aus. Angegeben sind ihre letzten Tänze aus Show 5.

## Einzelne Tanzwochen
| Tanzpaar                             | Tanz             | Musik                                    | Punkte | Punkte | Punkte  | Punkte | Punkte |
| Tanzpaar                             | Tanz             | Musik                                    | Hull   | Witt   | Schöffl | Llambi | ges.   |
| ------------------------------------ | ---------------- | ---------------------------------------- | ------ | ------ | ------- | ------ | ------ |
| Wolke Hegenbarth & Oliver Seefeldt   | Cha-Cha-Cha      | Aretha Franklin – Think                  | 6      | 8      | 7       | 6      | 27     |
| Axel Bulthaupt & Anna Karina Mosmann | Langsamer Walzer | Kasey Cisyk – You Light Up My Life       | 5      | 5      | 5       | 5      | 20     |
| Jürgen Hingsen & Uta Deharde         | Cha-Cha-Cha      | Anastacia – I’m Outta Love               | 7      | 7      | 6       | 3      | 23     |
| Sandy Mölling & Roberto Albanese     | Langsamer Walzer | Audrey Hepburn – Moon River              | 7      | 8      | 7       | 5      | 27     |
| Jochen Horst & Sofia Bogdanova       | Cha-Cha-Cha      | Billy Joel – Uptown Girl                 | 8      | 5      | 5       | 5      | 23     |
| Heike Henkel & Dirk Bastert          | Langsamer Walzer | Simply Red – If You Don’t Know Me by Now | 8      | 7      | 7       | 6      | 28     |
| Wayne Carpendale & Isabel Edvardsson | Cha-Cha-Cha      | Madonna – Hung Up                        | 5      | 7      | 6       | 6      | 24     |
| Heide Simonis & Hendrik Höfken       | Langsamer Walzer | The Commodores – Three Times a Lady      | 2      | 6      | 4       | 3      | 15     |

| Tanzpaar                             | Tanz       | Musik                                              | Punkte | Punkte | Punkte  | Punkte | Punkte |
| Tanzpaar                             | Tanz       | Musik                                              | Hull   | Witt   | Schöffl | Llambi | ges.   |
| ------------------------------------ | ---------- | -------------------------------------------------- | ------ | ------ | ------- | ------ | ------ |
| Sandy Mölling & Roberto Albanese     | Rumba      | Barry Manilow – Mandy                              | 8      | 7      | 7       | 6      | 28     |
| Jochen Horst & Sofia Bogdanova       | Quickstepp | Harry Richman – Puttin’ on the Ritz                | 6      | 7      | 6       | 5      | 24     |
| Heide Simonis & Hendrik Höfken       | Rumba      | Frank & Nancy Sinatra – Somethin’ Stupid           | 3      | 5      | 5       | 4      | 17     |
| Wayne Carpendale & Isabel Edvardsson | Quickstepp | Wir sind Helden – Gekommen um zu bleiben           | 8      | 8      | 7       | 6      | 29     |
| Heike Henkel & Dirk Bastert          | Rumba      | Elton John – Your Song                             | 7      | 7      | 6       | 4      | 24     |
| Jürgen Hingsen & Uta Deharde         | Quickstepp | Stevie Wonder – Part-Time Lover                    | 2      | 6      | 5       | 3      | 16     |
| Axel Bulthaupt & Anna Karina Mosmann | Rumba      | Sugababes – Too Lost in You                        | 5      | 5      | 6       | 5      | 21     |
| Wolke Hegenbarth & Oliver Seefeldt   | Quickstepp | Carol Channing – Diamonds Are a Girl’s Best Friend | 7      | 9      | 7       | 6      | 29     |

| Tanzpaar                             | Tanz  | Musik                                                 | Punkte | Punkte | Punkte  | Punkte | Punkte |
| Tanzpaar                             | Tanz  | Musik                                                 | Hull   | Witt   | Schöffl | Llambi | ges.   |
| ------------------------------------ | ----- | ----------------------------------------------------- | ------ | ------ | ------- | ------ | ------ |
| Jürgen Hingsen & Uta Deharde         | Jive  | Wham! – Wake Me Up Before You Go-Go                   | 8      | 7      | 5       | 3      | 23     |
| Sandy Mölling & Roberto Albanese     | Tango | ABBA – Money, Money, Money                            | 5      | 5      | 7       | 4      | 21     |
| Jochen Horst & Sofia Bogdanova       | Jive  | The Contours – Do You Love Me?                        | 5      | 7      | 4       | 4      | 20     |
| Heike Henkel & Dirk Bastert          | Tango | Britney Spears – Toxic                                | 4      | 7      | 5       | 5      | 21     |
| Wolke Hegenbarth & Oliver Seefeldt   | Jive  | Nina Simone – My Baby Just Cares for Me               | 7      | 9      | 7       | 6      | 29     |
| Heide Simonis & Hendrik Höfken       | Tango | Shirley Bassey – Goldfinger                           | 3      | 5      | 5       | 2      | 15     |
| Wayne Carpendale & Isabel Edvardsson | Jive  | Frank Popp Ensemble – Hip Teens Don’t Wear Blue Jeans | 10     | 8      | 7       | 6      | 31     |

| Tanzpaar                             | Tanz       | Musik                                | Punkte | Punkte | Punkte  | Punkte | Punkte |
| Tanzpaar                             | Tanz       | Musik                                | Hull   | Witt   | Schöffl | Llambi | ges.   |
| ------------------------------------ | ---------- | ------------------------------------ | ------ | ------ | ------- | ------ | ------ |
| Wayne Carpendale & Isabel Edvardsson | Slowfox    | Peggy Lee – Fever                    | 8      | 8      | 8       | 6      | 30     |
| Heide Simonis & Hendrik Höfken       | Paso Doble | Maria Callas – Habanera              | 3      | 5      | 4       | 2      | 14     |
| Jochen Horst & Sofia Bogdanova       | Slowfox    | Bobby Darin – Beyond the Sea         | 5      | 7      | 5       | 4      | 21     |
| Wolke Hegenbarth & Oliver Seefeldt   | Slowfox    | Maroon 5 – Sunday Morning            | 9      | 9      | 9       | 7      | 34     |
| Sandy Mölling & Roberto Albanese     | Paso Doble | Pascual Marquina Narro – España cañí | 10     | 9      | 10      | 9      | 38     |
| Jürgen Hingsen & Uta Deharde         | Slowfox    | Shirley Bassey – Big Spender         | 5      | 7      | 6       | 5      | 23     |

| Tanzpaar                             | Tanz          | Musik                                        | Punkte       | Punkte       | Punkte       | Punkte       | Punkte       |
| Tanzpaar                             | Tanz          | Musik                                        | Hull         | Witt         | Schöffl      | Llambi       | ges.         |
| ------------------------------------ | ------------- | -------------------------------------------- | ------------ | ------------ | ------------ | ------------ | ------------ |
| Heide Simonis & Hendrik Höfken       | Samba         | Gipsy Kings – Bamboléo                       | 3            | 5            | 3            | 3            | 14           |
| Wayne Carpendale & Isabel Edvardsson | Samba         | John Paul Young – Love Is in the Air         | 8            | 8            | 8            | 8            | 32           |
| Wolke Hegenbarth & Oliver Seefeldt   | Samba         | Miami Sound Machine – Conga!                 | 9            | 9            | 9            | 6            | 33           |
| Jürgen Hingsen & Uta Deharde         | Samba         | Tom Jones – It’s Not Unusual                 | 6            | 7            | 7            | 5            | 25           |
| Sandy Mölling & Roberto Albanese     | Samba         | Barry Manilow – Copacabana                   | 8            | 8            | 10           | 8            | 34           |
| alle Paare                           | Wiener Walzer | Johann Strauss – An der schönen blauen Donau | ohne Wertung | ohne Wertung | ohne Wertung | ohne Wertung | ohne Wertung |

| Tanzpaar                             | Tanz             | Musik                                                           | Punkte | Punkte | Punkte  | Punkte | Punkte |
| Tanzpaar                             | Tanz             | Musik                                                           | Hull   | Witt   | Schöffl | Llambi | ges.   |
| ------------------------------------ | ---------------- | --------------------------------------------------------------- | ------ | ------ | ------- | ------ | ------ |
| Sandy Mölling & Roberto Albanese     | Quickstepp       | The Rembrandts – I’ll Be There for You                          | 6      | 8      | 8       | 5      | 27     |
| Sandy Mölling & Roberto Albanese     | Cha-Cha-Cha      | Beyoncé – Crazy in Love                                         | 9      | 9      | 8       | 8      | 34     |
| Wolke Hegenbarth & Oliver Seefeldt   | Langsamer Walzer | Aretha Franklin – (You Make Me Feel Like) A Natural Woman       | 7      | 9      | 9       | 8      | 33     |
| Wolke Hegenbarth & Oliver Seefeldt   | Rumba            | Toni Braxton – Un-Break My Heart                                | 9      | 8      | 8       | 7      | 32     |
| Wayne Carpendale & Isabel Edvardsson | Langsamer Walzer | Take That – Love Ain’t Here Anymore                             | 10     | 7      | 7       | 6      | 30     |
| Wayne Carpendale & Isabel Edvardsson | Rumba            | Michael Jackson & Siedah Garrett – I Just Can’t Stop Loving You | 9      | 9      | 8       | 8      | 34     |

| Tanzpaar                             | Tanz       | Musik                                        | Punkte | Punkte | Punkte  | Punkte | Punkte |
| Tanzpaar                             | Tanz       | Musik                                        | Hull   | Witt   | Schöffl | Llambi | ges.   |
| ------------------------------------ | ---------- | -------------------------------------------- | ------ | ------ | ------- | ------ | ------ |
| Wolke Hegenbarth & Oliver Seefeldt   | Tango      | The Police – Roxanne                         | 8      | 8      | 9       | 7      | 32     |
| Wolke Hegenbarth & Oliver Seefeldt   | Paso Doble | Madonna – Die Another Day                    | 9      | 9      | 9       | 8      | 35     |
| Sandy Mölling & Roberto Albanese     | Slowfox    | Antônio Carlos Jobim – The Girl from Ipanema | 8      | 8      | 8       | 7      | 31     |
| Sandy Mölling & Roberto Albanese     | Jive       | Chuck Berry – You Never Can Tell             | 10     | 9      | 9       | 8      | 36     |
| Wayne Carpendale & Isabel Edvardsson | Tango      | Shakira – Objection (Tango)                  | 8      | 9      | 7       | 6      | 30     |
| Wayne Carpendale & Isabel Edvardsson | Paso Doble | Georges Bizet – Les Toréadors                | 7      | 9      | 7       | 7      | 30     |

| Tanzpaar                             | Tanz          | Musik                                                 | Punkte       | Punkte       | Punkte       | Punkte       | Punkte       |
| Tanzpaar                             | Tanz          | Musik                                                 | Hull         | Witt         | Schöffl      | Llambi       | ges.         |
| ------------------------------------ | ------------- | ----------------------------------------------------- | ------------ | ------------ | ------------ | ------------ | ------------ |
| Wayne Carpendale & Isabel Edvardsson | Quickstepp    | Wir sind Helden – Gekommen um zu bleiben              | 9            | 10           | 9            | 8            | 36           |
| Wayne Carpendale & Isabel Edvardsson | Jive          | Frank Popp Ensemble – Hip Teens Don’t Wear Blue Jeans | 10           | 10           | 8            | 8            | 36           |
| Wayne Carpendale & Isabel Edvardsson | Freestyle     | Medley aus Lord of the Dance                          | ohne Wertung | ohne Wertung | ohne Wertung | ohne Wertung | ohne Wertung |
| Wolke Hegenbarth & Oliver Seefeldt   | Slowfox       | Maroon 5 – Sunday Morning                             | 9            | 10           | 10           | 8            | 37           |
| Wolke Hegenbarth & Oliver Seefeldt   | Samba         | Miami Sound Machine – Conga!                          | 10           | 10           | 10           | 9            | 39           |
| Wolke Hegenbarth & Oliver Seefeldt   | Freestyle     | John Miles – Music                                    | ohne Wertung | ohne Wertung | ohne Wertung | ohne Wertung | ohne Wertung |
| beide Paare                          | Wiener Walzer | Loona – Hijo de la luna                               | ohne Wertung | ohne Wertung | ohne Wertung | ohne Wertung | ohne Wertung |

## Tanztabelle
| Paar               | Show 1           | Show 2     | Show 3 | Show 4     | Show 5 | Show 6           | Show 6      | Show 7  | Show 7     | Show 8     | Show 8 |
| ------------------ | ---------------- | ---------- | ------ | ---------- | ------ | ---------------- | ----------- | ------- | ---------- | ---------- | ------ |
| Wayne & Isabel     | Cha-Cha-Cha      | Quickstepp | Jive   | Slowfox    | Samba  | Langsamer Walzer | Rumba       | Tango   | Paso Doble | Quickstepp | Jive   |
| Wolke & Oliver     | Cha-Cha-Cha      | Quickstepp | Jive   | Slowfox    | Samba  | Langsamer Walzer | Rumba       | Tango   | Paso Doble | Slowfox    | Samba  |
| Sandy & Roberto    | Langsamer Walzer | Rumba      | Tango  | Paso Doble | Samba  | Quickstepp       | Cha-Cha-Cha | Slowfox | Jive       |            |        |
| Heide & Hendrik    | Langsamer Walzer | Rumba      | Tango  | Paso Doble | Samba  | –                | –           | –       | –          |            |        |
| Jürgen & Uta       | Cha-Cha-Cha      | Quickstepp | Jive   | Slowfox    | Samba  |                  |             |         |            |            |        |
| Jochen & Sofia     | Cha-Cha-Cha      | Quickstepp | Jive   | Slowfox    |        |                  |             |         |            |            |        |
| Heike & Dirk       | Langsamer Walzer | Rumba      | Tango  |            |        |                  |             |         |            |            |        |
| Axel & Anna Karina | Langsamer Walzer | Rumba      |        |            |        |                  |             |         |            |            |        |

Höchste Bewertung00Niedrigste Bewertung00Paar ist ausgeschieden00Nichtbewerteter Finaltanz

## Höchste und niedrigste Bewertung

### Nach Tanz
| Tanz             | Bester Promi                   | Punktzahl | Schlechtester Promi         | Punktzahl |
| ---------------- | ------------------------------ | --------- | --------------------------- | --------- |
| Cha-Cha-Cha      | Sandy Mölling                  | 34        | Jürgen Hingsen Jochen Horst | 23        |
| Jive             | Sandy Mölling Wayne Carpendale | 36        | Jochen Horst                | 20        |
| Langsamer Walzer | Wolke Hegenbarth               | 33        | Heide Simonis               | 13        |
| Paso Doble       | Sandy Mölling                  | 38        | Heide Simonis               | 14        |
| Quickstepp       | Wayne Carpendale               | 36        | Jürgen Hingsen              | 16        |
| Rumba            | Wayne Carpendale               | 34        | Heide Simonis               | 17        |
| Samba            | Wolke Hegenbarth               | 39        | Heide Simonis               | 14        |
| Slowfox          | Wolke Hegenbarth               | 37        | Jürgen Hingsen              | 23        |
| Tango            | Wolke Hegenbarth               | 32        | Heide Simonis               | 15        |

Punktezahlen nach vier, drei, zwei oder einer 10-Punkte-Skala der Jury

### Nach Paar
| Tanzpaar           | Höchstbewerteter Tanz | Punktzahl | Niedrigstbewerteter Tanz | Punktzahl |
| ------------------ | --------------------- | --------- | ------------------------ | --------- |
| Axel & Anna Karina | Rumba                 | 21        | Langsamer Walzer         | 20        |
| Heide & Hendrik    | Rumba                 | 17        | Langsamer Walzer         | 13        |
| Heike & Dirk       | Langsamer Walzer      | 28        | Paso Doble Samba         | 14        |
| Jochen & Sofia     | Quickstepp            | 24        | Jive                     | 20        |
| Jürgen & Uta       | Samba                 | 25        | Quickstepp               | 16        |
| Sandy & Roberto    | Paso Doble            | 38        | Tango                    | 21        |
| Wayne & Isabel     | Quickstepp Jive       | 36        | Cha-Cha-Cha              | 24        |
| Wolke & Oliver     | Samba                 | 39        | Cha-Cha-Cha              | 27        |